# Estació de trens de Rodange
L'Estació de trens de Rodange (en luxemburguès: Gare Rodange; en francès: Gare de Rodange, en alemany:  Bahnhof Rodingen) és una estació de trens que es troba a Rodange al sud-oest de Luxemburg. La companyia estatal propietària és Chemins de Fer Luxembourgeois. L'estació està situada en el ramal ferroviari de la línia 70 CFL, que connecta el sud-oest del país amb Rodange i la ciutat belga de Athus i la francesa de Longuyon a través de Longwy. També es troba amb la línia 80 CFL i és l'única estació a Luxemburg que utilitza aquesta línia.

## Servei
Rodange rep els serveis ferroviaris pels trens de Regionalbahn (RB), Regional Express (RE) i Transport express régional (TER) amb relació a les línia 50 CFL, línia 70 CFL i línia 80 CFL entre Ciutat de Luxemburg, Rodange i Athus o Lonwy (França)